# Хайри, Мохамед
Мохамед Хайри (англ. Mohamed Khairy; род. 1981) — египетский профессиональный игрок в снукер.
Наивысшая позиция в рейтинге — 95 (июнь 2013 года).

## Биография и карьера
Родился в Каире 26 декабря 1981 года.
Хайри стал профессионалом в 2012 году после того, как был номинирован африканской Федерацией бильярда и снукера, но покинул мэйн-тур после двух сезонов.
В 2015 году Хаири проиграл другому египетскому снукеристу — Хатему Ясину со счётом 5:6 в финале чемпионата Африки. Победа вернула бы Мохамеду Хайри место в мэйн-туре.
В 2018 году он принял участие в турнире 6-Reds World Championship.